# Napredni sistemi za pomoč voznikom
Napredni sistemi za pomoč vozniku (v ang. okrajšavi ADAS) so elektronski sistemi, ki vozniku pomagajo pri vožnji in parkiranju ter povečujejo varnost v avtomobilu. Sistemi uporabljajo avtomatizirano tehnologijo, ki zajema senzorje in kamere za zaznavanje bližnjih ovir. Glede na zaznano se sistem ustrezno odzove. 
Večina prometnih nesreč se zgodi zaradi človeške napake. Napredni sistemi za pomoč vozniku pa z avtomatizacijo, prilagajanjem in izboljšavo sistemov vozil za varnost zmanjšujejo smrtne žrtve na cesti z zmanjšanjem človeških napak. Varnostne funkcije so zasnovane tako, da se avtomobil izogne nesrečam oziroma trkom, tehnologija v ozadju pa deluje na princip opozarjanja voznika na težave in po potrebi tudi prevzame nadzor nad vozilom. 

## Zgodovina in razvoj
Napredni sistemi za pomoč vozniku so bili prvič uporabljeni pred približno 50 leti s sprejetjem protiblokirnega zavornega sistema. Zgodnji sistemi so vključevali elektronski nadzor stabilnosti, protiblokirne zavore, informacijske sisteme za mrtve kote, opozorilo pred zapustitvijo voznega pasu in prilagodljiv tempomat.
ADAS deluje s pomočjo vhodnih podatkov iz več podatkovnih virov vključno z LiDAR-jem, radarjem, obdelavo fotografij, računalniškim mreženjem v avtomobilu itd.  Veliko sodobnih avtomobilov ima že vgrajene sisteme za pomoč voznikom, proizvajalci pa lahko te funkcije še dodajajo.
ADAS velja za sistem v realnem času, saj se odzove hitro na več vhodih in daje prednost dohodnim informacijam, da preprečijo nesreče. Sistemi uporabljajo prednostno razporejanje prioritet, da organizirajo, katero nalogo je potrebno opraviti najprej. Napačna razporeditev prioritet teh nalog lahko povzroči več škode kot koristi.
Napredni sistemi za pomoč vozniku so razvrščeni na različne ravni glede na obseg avtomatizacije in lestvico, ki jo zagotavlja Društvo avtomobilskih inženirjev (SAE). ADAS lahko razdelimo na pet stopenj. Na stopnji 0, ADAS ne more nadzorovati avtomobila, zagotovi lahko le informacije, ki pa si jih mora voznik razlagati sam. To so npr. parkirni senzorji, prepoznavanje prometnih znakov, opozorilo pred zapuščanjem voznega pasu, nočni kot, informacijski sitem mrtvega kota itd. Raven 1 in 2 sta si zelo podobni, saj ima pri obeh voznik še vedno večino nadzora nad vozilom. Razlika med ravnema je, da pri 1 lahko ADAS prevzeme nadzor nad eno funkcionalnostjo, pri ravni 2 pa nad mnogimi in sicer tako, da vozniku pomaga. ADAS, ki šteje za stopnjo 1 so prilagodljiv tempomat, pomoč pri zaviranju v sili, ohranjanje in centriranje vozila na voznem pasu. ADAS ravni 2 pa so pomoč na avtocesti, avtonomno izogibanje oviram in avtonomno parkiranje. Od ravni 3 do 5 se povečuje nadzor sistema nad vozilom. 5 stopnjo predstavlja popolnoma avtonomno vozilo.
Podjetje Mobileye je razvilo obsežni nabor sistemov ADAS, ki se delijo med pasivne in aktivne sisteme. Pasivni voznike opozorijo na morebitne nevarne situacije, da vozniku omogočijo dovolj časa za odziv. To so npr. opozorila pred zapuščanjem voznega pasu, opozorilo o trčenju itd. Aktivni sistemi pa voznika obvestijo o možnih nevarnih sistemih a za razliko od pasivnih, le ti ukrepajo. To so npr. prilagodljiv tempomat in pomoč pri ohranjanju vozila na voznem pasu, ki ukrepata brez voznikovega posredovanja.
Napredni sistemi za pomoč voznikom se vseskozi prilagajajo novim standardom kakovosti in varnosti v celotni panogi, posledično spadajo tudi med najhitreje rastoča področja avtomobilske elektronike.

## Primeri funkcij
Ta seznam ni dokončen in ne vsebuje vseh naprednih sistemov za pomoč vozniku. 
- Zaznavanje mrtvega kota: ADAS meri in preverja območja zunaj vozila, ki jih voznik ne vidi v realnem času.[12]
- Opozorilo pred zapuščanjem voznega pasu in preizkušanje sistema za pomoč pri voznem pasu.[12]
- Prilagodljiv tempomat: ki lahko samodejno prilagodi hitrost vozila tako, da ustreza hitrosti vozila pred njim. Tempomat lahko tudi pospešuje.[12]
- Avtomatsko parkiranje.
- Avtomatski navigacijski sistem.
- Protivlomna blokada.
- Elektronski nadzor stabilnosti.
- Pomoč za speljevanje v klanec.
- Senzor za dež.
- Spremljanje tlaku v zračnici.
- Opozorilo o napačni smeri vožnje.

## Etična vprašanja in trenutne rešitve
Marca leta 2014 je nacionalna uprava za varnost cestnega prometa pri ameriškem ministrstvu za promet sporočila, da bo za vsa nova vozila, težka pod 4500 kg, zahtevala vzvratne kamere. Takšno pravilo je zahteval ameriški Kongres, kot del zakona o varnosti prevoza za otroke iz leta 2007.
Napredovanje in razvoj avtonomne vožnje pa spremljajo tudi etični pomisleki. Najzgodnejše moralno vprašanje, povezano z avtonomno vožnjo, je problem vozičkov, ki ga je predstavila Philippa Foot in sprašuje o primeru, ko zavora vozička ne deluje in je pred vozičkom pet ljudi. Ali gre voziček naravnost in ubije pet oseb pred seboj ali pa se obrne na stranski tir, kjer bi ubil enega pešca.
Čeprav sistemi ADAS omogočajo, da so vozila na splošno varnejša od avtomobilov, ki jih poganja človek, se nesrečam ni mogoče izogniti. Ob tem se zastavljajo vprašanja, na primer »čigar življenje bi moralo imeti prednost v primeru neizogibne nesreče?« ali »Kaj naj bo univerzalno načelo za te 'algoritme nesreč'?«